# Angora
Angora ist eine Textilfaser, die aus den Haaren des Angorakaninchens gewonnen wird. Das Angorakaninchen ist eine langhaarige Kaninchenrasse. Wegen ihrer schweißabsorbierenden und wärmehaltenden Eigenschaften wird die Angorafaser vor allem für Bett- und Unterwäsche, Strumpfhosen und Decken verwendet. Obwohl DIN 60001 und ISO 6938 eindeutig die Haare des Angorakaninchens als Angora definieren, besteht Verwechslungsgefahr mit Mohair, der Wolle der Angoraziege. Die Ziege hat ihren Namen von dem alten Namen der türkischen Stadt Ankara, da sie dort vorkommt. Das Kaninchen heißt Angorakaninchen, weil sein Haar dem der Ziege ähnelt.

## Eigenschaften
Die Wollhaare des Angorakaninchens sind weiß, bis zu 70 mm lang mit einer durchschnittlichen Länge von 36 mm. Sie besitzen einen Durchmesser von 12 bis 17 Mikrometern. Sie sind an der Oberfläche geschuppt und innen hohl mit elliptischem bis rechteckigem Querschnitt. Im Lichtmikroskop weisen die Wollhaare durch enthaltene Luftblasen ein leiterförmiges Muster auf. Die Dichte beträgt 1,15 – 1,18 Gramm pro Kubikzentimeter, im Vergleich zu Schafwolle mit 1,33 g/cm3 und Baumwolle mit 1,50 g/cm3. Dadurch fühlen sich Textilien aus Angorawolle vergleichsweise leicht und warm an. Die Faser ist wenig reißfest und neigt zum Verfilzen, weshalb sie meistens in Garnen aus Mischungen mit Merinowolle und Nylon verwendet wird. Darüber hinaus ist die Faser schwierig zu spinnen und neigt zum Herausrutschen aus einem gesponnenen Faden. Aufgrund der durch Faserbruch und Herausrutschen aus dem Garn herausragenden Faserenden besitzen Produkte aus Angorawolle einen Lichthof-Effekt und fühlen sich flauschig an. Der größere Teil an Faserverlusten aus Textilien ist aufgrund von Faserbruch, der kleinere aufgrund von Herausrutschen. Bei höheren Temperaturen kollabiert der Hohlraum innerhalb der Faser. Angora von Angorakaninchen deutscher Zuchtlinien besitzen kein Deckhaar, während in französischen Zuchtlinien Deckhaare vorkommen.

## Gewinnung

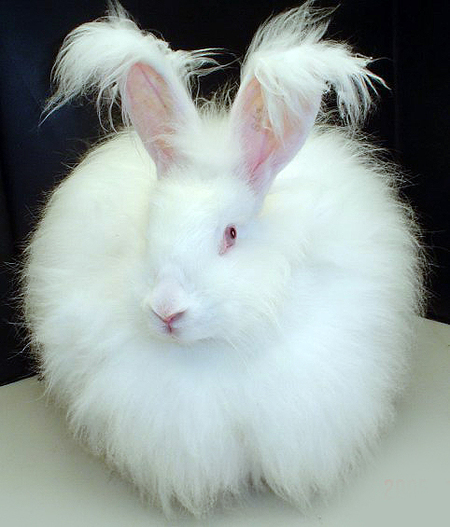
Angorakaninchen vor der Schur

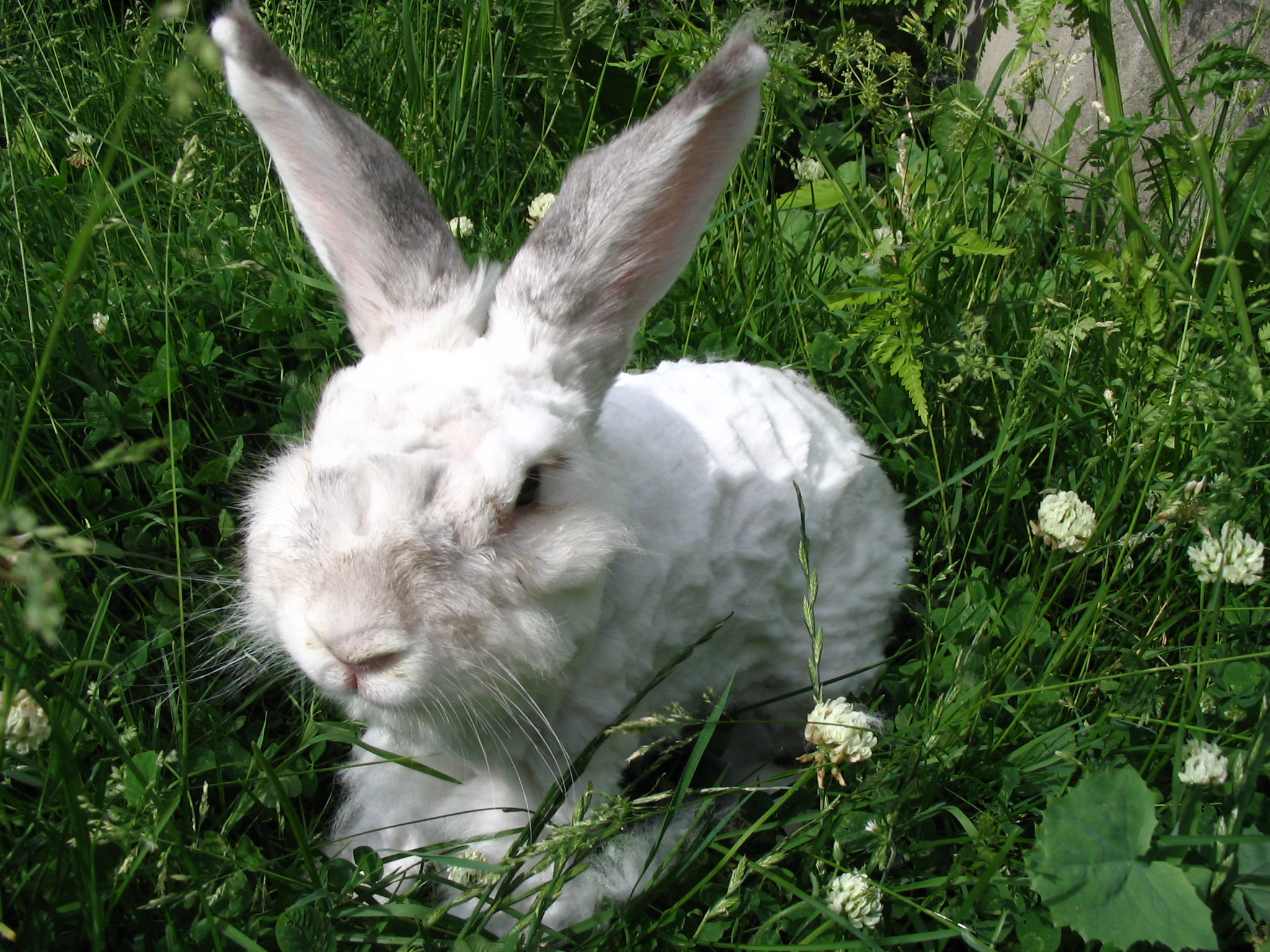
Angorakaninchen nach der Schur

Es gibt Angorakaninchen mit verschiedenen Angora-Wollhaar-Strukturen. In Frankreich und in der Schweiz werden Angorakaninchen mit gröberer Woll-Struktur gezüchtet. Die Haare des Fells werden nach 4 Monaten überreif und können durch Auskämmen, Abzupfen oder Schur gewonnen werden. Diese gezupfte Wolle wird zu langhaariger Handarbeitswolle verarbeitet. In Deutschland, Österreich und weiteren Ländern werden Angorakaninchen gezüchtet, deren Fell ein feines Woll-Vlies bildet, das regelmäßig alle 2–3 Monate geschoren wird. Ein Angorakaninchen aus deutscher Zuchtlinie liefert circa 800 Gramm Vlies pro Jahr, was etwa viermal soviel pro Kilogramm Körpergewicht ist wie bei der Angoraziege. Die geschorene Angora-Wolle verarbeiten spezialisierte Betriebe zu hochwertigen Strickwaren. Angora-Handstrickwolle wird in Deutschland nur noch von wenigen lokalen Fachgeschäften und Internet-Händlern angeboten. Zur Schur der Tiere wird hierzulande entweder eine Handschere mit Schutzbügel oder eine elektrische Schermaschine verwendet. Nach der Schur verbringen die Tiere 48 Stunden und im Winter circa 2 Wochen in temperierten Ställen. Danach hat sich das Kaninchen umgestellt und die Wolle hat wieder zu wachsen begonnen. Laut der Tierrechtsorganisation PETA stammen 90 % der weltweit gehandelten Angora-Wolle aus der Volksrepublik China.
In der Regel werden die Haare des Angora-Kaninchens in Deutschland mittels einer Schur gewonnen, welche dem Tier bei sachgemäßer Durchführung keine Schmerzen und Verletzungen zufügt.
Die Haltung der Angorakaninchen als auch die Gewinnung der Wolle ist in Kritik geraten, u. a., weil in einem 2013 von PETA veröffentlichten Video gezeigt wird, wie den Tieren bei lebendigem Leib die Wolle ausgerissen wird. Die Lebendrupf und -Schur der vor Schmerzen schreienden Kaninchen wurde dabei auf neun unterschiedlichen chinesischen Pelztierfarmen aufgenommen. Das Bekanntwerden dieser Videoaufnahmen veranlasste die Textilunternehmen H&M und C&A im November 2013, Angorawolle aus ihren Sortimenten zu nehmen. Anfang 2015 nahm auch der spanische Textilkonzern Inditex (u. a. Bershka, Massimo Dutti, Zara) Produkte aus bzw. mit Angora aus seinem Sortiment. Nach Angaben von PETA hatten mittlerweile auch mehrere andere große Modemarken ebenso gehandelt: Calvin Klein, French Connection, Topshop und Tommy Hilfiger.

## Reinigung
Wie alle proteinbasierten Fasern (Wolle, Seide) werden Produkte aus Angora durch eine chemische Reinigung (wasserfrei) oder per Hand in lauwarmem Wasser mit einem Wollwaschmittel gereinigt. Voll- und Buntwaschmittel sind ungeeignet, da sie unter den enthaltenen Waschmittelenzymen auch proteinabbauende Enzyme enthalten, welche die Haarstruktur beschädigen. Bei hydrophilen Textilien wie Wolle kann ein Wasserkontakt aufgrund des Quellens und des beim Trocknen folgenden Schrumpfens zu einer Fadenverkürzung und somit zu einer Schrumpfung des Textils führen. In Wäschetrocknern wird die Schrumpfung verstärkt. Aufgrund einer Neigung zum Verfilzen sollten Textilien aus Angora nicht gewrungen oder gerieben werden, können aber getupft werden.

## Sonstiges
Haustiere mit besonders langen Haaren, insbesondere Katzen wie Türkisch Angora sowie Meerschweinchen, werden auch als Angora-Rassen bezeichnet. Der Regisseur und Schauspieler Ed Wood hatte eine Vorliebe für Angora und trug Angoratextilien in seinen Filmen.